# 최유송
최유송은 대한민국의 배우이다.

## 학력
- 서울예술대학 연극과
- 세종대학교 문화예술콘텐츠대학원 공연예술학과 석사

## 출연작

### 영화
- 《너는 결코 서둘지 말라》 (개봉 미정) - 은미 역
- 《고마운 사람》 (2020년) - 서인 역
- 《홈》 (2018년) - 김미진 역
- 《그녀들의 주기》 (2017년) - 경옥 역
- 《복덕방》 (2017년) - 집 주인 여자 역
- 《가까이》 (2017년)
- 《살인자의 기억법》 (2017년) - 병수 모 역
- 《동생》 (2016년)
- 《여자, 엄마》 (2016년)
- 《미씽: 사라진 여자》 (2016년) - 선배 여기자 역
- 《검은 새》 (2015년)
- 《그놈이다》 (2015년) - 무녀 역
- 《퇴마: 무녀굴》 (2015년) - 학부모 3 역
- 《현기증》 (2014년) - 신경정신과의사 희옥 역
- 《황구》 (2014년) - 민철 모 역

### 드라마
- 《홍천기》 (2021년, SBS) - 유시생 역
- 《악마가 너의 이름을 부를 때》 (2019년, tvN) - 예정아 역
- 《호텔 델루나》 (2019년, tvN)
- 《열여덟의 순간》 (2019년, JTBC)
- 《아름다운 세상》 (2019년, JTBC) - 최경숙 역
- 《알함브라 궁전의 추억》 (2018년, tvN) - 정희주의 어머니 역
- 《일단 뜨겁게 청소하라》 (2018년, JTBC) - 왕보살 역
- 《붉은 달 푸른 해》 (2018년, MBC) - 민하정 역
- 《KBS 드라마 스페셜 - 도피자들》 (2018년, KBS2)
- 《한여름의 추억》 (2017년, JTBC) - 장해원 역